# Mauro Trentini
Cet article possède un paronyme, voir Mauro Trentin.
Mauro Trentini (né le 12 septembre 1975 à Trente) est un coureur cycliste sur piste italien. 

## Biographie
Spécialiste de la poursuite, Mauro Trentini a pris part à la poursuite par équipes des Jeux olympiques de 1996 à Atlanta, les Italiens terminant quatrième derrière les Australiens. Cette même année, il est champion du monde de poursuite par équipes à Manchester. En 1999, il décroche sa deuxième médaille internationale aux Championnats du monde, obtenant le bronze lors de la poursuite individuelle derrière les Allemands Robert Bartko et Jens Lehmann.

## Palmarès

### Jeux olympiques
- Atlanta 1996
  - 4e de la poursuite par équipes

### Championnats du monde
- Manchester 1996
  -  Champion du monde de poursuite par équipes (avec Adler Capelli, Cristiano Citton et Andrea Collinelli)
- Berlin 1999
  -  Médaillé de bronze de la poursuite

### Championnats du monde juniors
- 1993
  -  Médaillé d'argent de la course aux points

### Coupe du monde
- 1999
  - Vainqueur du classement de la poursuite
  - 2e de la poursuite à Frisco
  - 3e de la poursuite par équipes à Valence (Espagne)
  - 3e de la poursuite à Valence (Espagne)
- 2000
  - 1er de la poursuite par équipes à Mexico (avec Andrea Collinelli, Ivan Quaranta et Mario Benetton)
  - 1er de la poursuite par équipes à Turin (avec Andrea Collinelli, Ivan Quaranta et Mario Benetton)
  - 2e de la poursuite à Turin

### Championnats nationaux
- 1997
  - 3e du championnat d'Italie de l'américaine
- 2000
  -  Champion d'Italie de poursuite

## Palmarès sur route
- 1996
  - Circuito di Sant'Urbano
  - 9e étape de l'Olympia's Tour
- 1997
  - 2e du Trofeo Mamma e Papà Cioli
- 1998
  - Circuito Castelnovese
- 1999
  - Circuito di Orsago
  - 3e du Trofeo Comune di Piadena